# Asociación para una Sociedad más Justa
La Asociación para una Sociedad más Justa (ASJ) es una ONG (organización no gubernamental) y think tank cristiana internacional enfocada en la defensa de derechos humanos y la transparencia gubernamental en Honduras. Desde su fundación en ese país, ASJ ha promovido la paz y la justicia, abogando por sistemas gubernamentales que beneficien a los más vulnerables. Es además una entidad que vigila y critica la administración pública y las políticas de Estado en general. 

## Estructura

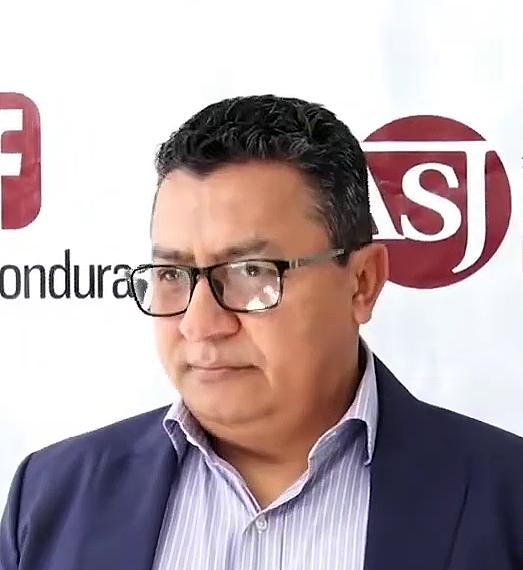
Carlos Hernández, director de la ASJ en Honduras.

El trabajo de ASJ se realiza a través de tres organizaciones hermanas que trabajan conjuntamente:
- ASJ-Honduras, organización de la sociedad civil hondureña que actúa como representante local de Transparencia Internacional. Su director general es Carlos Hernández, uno de sus cofundadores. Contando además con directores en los campos de la Salud, Democracia y Transparencia, Seguridad y Justicia, Gobernanza Económica, Comunicaciones y Educación.[1]
- ASJ-US (anteriormente conocida como AJS), organización con sede en Grand Rapids (Míchigan), EE. UU., que financia y apoya el trabajo de ASJ en Honduras. Su directora general es Jill Stoltzfus, licenciada en Desarrollo Internacional y maestra en Liderazgo Organizacional.[2]
- ASJ-Canadá, organización canadiense que apoya el trabajo de ASJ en Honduras.

## Historia

### Crecimiento
La Asociación para una Sociedad más Justa (ASJ) fue fundada en 1998 por un grupo de estadounidenses y hondureños con una visión de justicia para los pobres y oprimidos; entre ellos estaban Kurt Ver Bee, doctor en Sociólogía del Desarrollo, Jo Ann Van Engen, maestra en Sociología —ambos estadounidenses—, y Carlos Hernández, licenciado en Pedagogía y hondureño. Comenzó con un solo empleado a tiempo parcial que trabaja en un garaje, más el trabajo voluntario de los fundadores. Después de años de trabajo se dieron cuenta de que sus esfuerzos no eran suficientes porque demasiadas leyes, políticas y sistemas en Honduras no respetaban las necesidades y los derechos de los pobres.
En el año 2000, cuando el trabajo realizado por ASJ se hizo más conocido, simpatizantes en los EE. UU. decidieron formar una organización hermana: Association for a More Just Society (AJS), hoy conocida como ASJ-US, la cual comenzó ofreciendo apoyo financiero a ASJ y educando a cristianos estadounidenses sobre la justicia.
En 2007 los eventos educativos y de recaudación de fondos de ASJ-US comenzaron a crecer en tamaño, contando con la participación de unos 700 asistentes en ciudades de los EE. UU.
En el 2012, ASJ fue elegida como aliada de Transparencia Internacional en Honduras y, como resultado, su personal creció rápidamente. En los próximos años, ASJ-US y ASJ-Honduras participaron en alianzas internacionales para la colaboración y el crecimiento mutuo con grupos como la Faith and Public Integrity Network.
En 2017 ASJ-US facilitó viajes de misiones de ASJ-Honduras a Washington D. C., para informar sobre el impacto de la política de los EE. UU. en el país centroamericano. ASJ comenzó a compartir su experiencia en temas como migración, corrupción policial, ayuda exterior, reforma institucional y reducción de la violencia. En 2019 presentaron su trabajo ante el Foro de Paz de París y el Proyecto de Justicia Mundial.
En 2020 ASJ se mudó a un nuevo y más grande edificio de oficinas y en 2021 ambas organizaciones, ASJ en Honduras y AJS en los Estados Unidos, se unieron bajo un mismo nombre, ASJ.

### Proyectos realizados
En el año 2000, grupos indígenas que buscaban justicia solicitaron la ayuda de ASJ en su lucha por títulos de propiedad. ASJ llevó los casos a los tribunales y ayudó a las comunidades a asegurar sus tierras frente a su intento de confiscación; también ofreció capacitación y apoyo legal a las comunidades pobres donde los residentes carecían de títulos de propiedad.
En 2004 ASJ-Honduras inició un programa de derechos laborales para proteger a los trabajadores más vulnerables, como guardias de seguridad y mujeres de la limpieza, quienes eran regularmente tratados injustamente por sus empleadores. Estos rara vez recibían su salario completo o los beneficios exigidos por el gobierno, como seguro médico e indemnización por despido, y a menudo trabajaban en múltiples turnos de 24 horas. Entre los peores violadores de derechos laborales en Honduras, relata la organización, estaba la empresa Burger King. Los partidarios de ASJ-US se unieron al esfuerzo presionando a la corporación Burger King para que asumiera la responsabilidad y garantizara prácticas laborales justas en sus restaurantes en todo el mundo. 
En 2005 ASJ empezó a trabajar en una de las comunidades más violentas de Honduras después de presenciar una ola de delincuencia. Su Proyecto Paz y Justicia creó un pequeño equipo conformado por un abogado, un investigador y un psicólogo para ayudar a víctimas de delitos violentos, además de a la policía y a los fiscales para que los delincuentes pudieran ser castigados. Según estimaciones de ASJ, su proyecto redujo en un 75 % los homicidios en la comunidad piloto. ASJ expandió ese proyecto a cinco comunidades más durante los próximos cinco años, con resultados exitosos. La Organización también comenzó a trabajar con jóvenes y familias en algunos de los barrios más pobres y vulnerables de Honduras. Durante los próximos 10 años, sus centros de asesoramiento jurídico y psicológico ayudaron a más de 9300 personas, y sus mentores comunitarios guiaron a más de 350 jóvenes.
En 2006, sicarios asesinaron al abogado Dionisio Díaz García, quien dirigía el programa de derechos laborales de ASJ y se dirigía en ese momento a presentar un caso contra una importante empresa de guardias de seguridad. Los responsables de su muerte nunca fueron castigados.
En 2009 ASJ-Honduras desarrolló alianzas con iglesias, escuelas y organizaciones sin fines de lucro para abordar problemas de interés mutuo. Formó la coalición Transformemos Honduras para trabajar por la educación y la salud pública. Partidarios de los Estados Unidos y Honduras se unieron para andar en bicicleta de costa a costa en Honduras para crear conciencia sobre esta iniciativa.
En 2012, a medida que aumentaban los índices de violencia en Honduras, ASJ formó la Alianza por la Paz y la Justicia, una coalición de grupos con ideas afines que impulsaron reformas en el sector de la justicia y la seguridad. Ese año ASJ fue elegida como aliada de Transparencia Internacional en Honduras.
En 2014 ASJ, el gobierno de Honduras y Transparencia Internacional firmaron un innovador acuerdo anticorrupción que permitió iniciar procesos de auditoría de las instituciones gubernamentales más importantes. Después de cinco años de evaluaciones, las instituciones mejoran un 30 % en promedio, según ASJ. 
En 2016, el gobierno hondureño nombró a cuatro líderes de la ASJ dentro de una Comisión de Depuración Policial para combatir la corrupción dentro de la Policía Nacional. Fueron expulsados 5,600 oficiales corruptos y no calificados y contratados 9,800 oficiales recién capacitados. La depuración policial, cuenta ASJ, fue un éxito.

## Finanzas
Para el año 2022, ASJ-US reportó activos netos totales de más de 3,800,000 USD. Según el reporte: 49 % de sus ingresos provinieron de individuos, 34 % de instituciones, 2 % de iglesias, 1 % de negocios y 14 % de otros; y respecto a sus gastos, 88 % se destinan a programas, 9.5 % a recaudación de fondos y 2.5 % a la administración.